# Campionati mondiali di hockey in-line
La FIRS (Fédération Internationale de Roller Sports) ha organizzato dal 1995 al 2014, 20 edizioni dei Campionati mondiali di hockey in-line (IIHF InLine Hockey World Championship). La manifestazione si disputa con cadenza annuale.
I campionati mondiali di hockey in-line 2011 si disputano a Roccaraso (L'Aquila) dal 2 al 16 luglio. L'Italia dopo le storiche vittorie contro USA e Canada (in semifinale) gioca la finale contro la Repubblica Ceca il 16 luglio alle ore 18.30 perdendo per 3-2.

## Edizioni ed albo d'oro

### Maschile
|      | FIRS                        | FIRS        | FIRS        | FIRS        | IIHF                                            | IIHF        | IIHF        | IIHF        |
| Anno | Sede                        | Oro         | Argento     | Bronzo      | Sede                                            | Oro         | Argento     | Bronzo      |
| ---- | --------------------------- | ----------- | ----------- | ----------- | ----------------------------------------------- | ----------- | ----------- | ----------- |
| 1995 | Chicago (USA)               | Stati Uniti | Canada      | Finlandia   |                                                 |             |             |             |
| 1996 | Roccaraso (Italia)          | Stati Uniti | Francia     | Italia      | Minneapolis e Saint Paul (USA)                  | Stati Uniti | Canada      | Finlandia   |
| 1997 | Zell am See (Austria)       | Stati Uniti | Canada      | Austria     | Anaheim (USA)                                   | Stati Uniti | Canada      | Svizzera    |
| 1998 | Winnipeg (Canada)           | Stati Uniti | Austria     | Rep. Ceca   | Anaheim (USA)                                   | Canada      | Stati Uniti | Finlandia   |
| 1999 | Thun & Wichtrach (Svizzera) | Svizzera    | Stati Uniti | Rep. Ceca   | Non disputato                                   |             |             |             |
| 2000 | Amiens (Francia)            | Stati Uniti | Svizzera    | Rep. Ceca   | Hradec Králové e Choceň (Repubblica Ceca)       | Finlandia   | Rep. Ceca   | Stati Uniti |
| 2001 | Torrevieja (Spagna)         | Stati Uniti | Rep. Ceca   | Svizzera    | Ellenton (USA)                                  | Finlandia   | Stati Uniti | Rep. Ceca   |
| 2002 | Rochester, New York, (USA)  | Canada      | Stati Uniti | Rep. Ceca   | Norimberga e Pfafferhofen an der Ilm (Germania) | Svezia      | Finlandia   | Germania    |
| 2003 | Písek (Repubblica ceca)     | Stati Uniti | Rep. Ceca   | Canada      | Norimberga e Amberg (Germania)                  | Finlandia   | Svezia      | Stati Uniti |
| 2004 | London (Canada)             | Stati Uniti | Canada      | Italia      | Bad Tölz (Germania)                             | Stati Uniti | Finlandia   | Svezia      |
| 2005 | Parigi-Bercy (Francia)      | Stati Uniti | Rep. Ceca   | Francia     | Kuopio (Finlandia)                              | Svezia      | Finlandia   | Stati Uniti |
| 2006 | Detroit (USA)               | Stati Uniti | Rep. Ceca   | Canada      | Budapest (Ungheria)                             | Stati Uniti | Svezia      | Finlandia   |
| 2007 | Bilbao (Spagna)             | Rep. Ceca   | Svizzera    | Canada      | Landshut e Passavia (Germania)                  | Svezia      | Finlandia   | Germania    |
| 2008 | Ratingen (Germania)         | Stati Uniti | Francia     | Rep. Ceca   | Bratislava (Slovacchia)                         | Svezia      | Slovacchia  | Germania    |
| 2009 | Varese (Italia)             | Stati Uniti | Canada      | Rep. Ceca   | Ingolstadt (Germania)                           | Svezia      | Stati Uniti | Germania    |
| 2010 | Beroun (Repubblica Ceca)    | Stati Uniti | Svizzera    | Rep. Ceca   | Karlstad (Svezia)                               | Stati Uniti | Rep. Ceca   | Svezia      |
| 2011 | Roccaraso (Italia)          | Rep. Ceca   | Italia      | Stati Uniti | Pardubice (Repubblica Ceca)                     | Rep. Ceca   | Stati Uniti | Canada      |
| 2012 | Bucaramanga (Colombia)      | Stati Uniti | Canada      | Rep. Ceca   | Ingolstadt (Germania)                           | Canada      | Germania    | Finlandia   |
| 2013 | Anaheim (USA)               | Rep. Ceca   | Canada      | Svizzera    | Dresda (Germania)                               | Stati Uniti | Svezia      | Canada      |
| 2014 | Tolosa (Francia)            | Stati Uniti | Rep. Ceca   | Canada      | Pardubice (Repubblica Ceca)                     | Finlandia   | Canada      | Stati Uniti |
| 2015 | Rosario (Argentina)         | Rep. Ceca   | Francia     | Stati Uniti | Tampere (Finlandia)                             | Canada      | Finlandia   | Svezia      |
| 2016 | Asiago/Roana (Italia)       | Rep. Ceca   | Italia      | Francia     |                                                 |             |             |             |
| 2017 | Nanchino (Cina)             | Francia     | Italia      | Rep. Ceca   | Bratislava (Slovacchia)                         | Stati Uniti | Finlandia   | Rep. Ceca   |
| 2018 | Asiago (Italia)             | Rep. Ceca   | Francia     | Svizzera    |                                                 |             |             |             |
| 2019 | Barcellona (Spagna)         | Stati Uniti | Rep. Ceca   | Francia     |                                                 |             |             |             |
| 2021 | Roccaraso (Italia)          | Rep. Ceca   | Canada      | Spagna      |                                                 |             |             |             |
| 2022 | Buenos Aires (Argentina)    | Rep. Ceca   | Italia      | Stati Uniti |                                                 |             |             |             |
| 2024 | Roccaraso (Italia)          | Stati Uniti | Rep. Ceca   | Italia      |                                                 |             |             |             |

### Femminile
|      | FIRS                       | FIRS        | FIRS        | FIRS          |
| Anno | Sede                       | Oro         | Argento     | Bronzo        |
| ---- | -------------------------- | ----------- | ----------- | ------------- |
| 2002 | Rochester, New York, (USA) | Canada      | Stati Uniti | Australia     |
| 2003 | Písek (Repubblica ceca)    | Stati Uniti | Canada      | Rep. Ceca     |
| 2004 | London (Canada)            | Canada      | Stati Uniti | Rep. Ceca     |
| 2005 | Parigi-Bercy (Francia)     | Canada      | Stati Uniti | Francia       |
| 2006 | Detroit (USA)              | Stati Uniti | Rep. Ceca   | Canada        |
| 2007 | Bilbao (Spagna)            | Stati Uniti | Canada      | Francia       |
| 2008 | Ratingen (Germania)        | Rep. Ceca   | Canada      | Stati Uniti   |
| 2009 | Varese (Italia)            | Stati Uniti | Rep. Ceca   | Canada        |
| 2010 | Beroun (Repubblica Ceca)   | Rep. Ceca   | Canada      | Stati Uniti   |
| 2011 | Roccaraso (Italia)         | Stati Uniti | Canada      | Francia       |
| 2012 | Bucaramanga (Colombia)     | Canada      | Stati Uniti | Spagna        |
| 2013 | Anaheim (USA)              | Stati Uniti | Canada      | Nuova Zelanda |
| 2014 | Tolosa (Francia)           | Stati Uniti | Canada      | Nuova Zelanda |
| 2015 | Rosario (Argentina)        | Rep. Ceca   | Stati Uniti | Spagna        |
| 2016 | Asiago (Italia)            | Canada      | Stati Uniti | Francia       |
| 2017 | Nanchino (Cina)            | Stati Uniti | Spagna      | Canada        |
| 2018 | Asiago (Italia)            | Stati Uniti | Rep. Ceca   | Spagna        |
| 2019 | Barcellona (Spagna)        | Stati Uniti | Rep. Ceca   | Spagna        |
| 2021 | Roccaraso (Italia)         | Francia     | Spagna      | Stati Uniti   |
| 2022 | Buenos Aires (Argentina)   | Spagna      | Francia     | Stati Uniti   |
| 2024 | Roccaraso (Italia)         | Stati Uniti | Spagna      | Francia       |

## Medagliere complessivo

### FIRS
| Posizione | Paese       | Oro | Argento | Bronzo | Totale |
| --------- | ----------- | --- | ------- | ------ | ------ |
| 1         | Stati Uniti | 17  | 2       | 3      | 22     |
| 2         | Rep. Ceca   | 8   | 7       | 9      | 24     |
| 3         | Canada      | 1   | 7       | 4      | 12     |
| 4         | Svizzera    | 1   | 3       | 3      | 7      |
| 5         | Francia     | 1   | 3       | 2      | 6      |
| 6         | Italia      | 0   | 4       | 3      | 7      |
| 7         | Austria     | 0   | 1       | 1      | 2      |
| 8         | Finlandia   | 0   | 0       | 1      | 1      |
| 9         | Spagna      | 0   | 0       | 1      | 1      |
| Totale    | Totale      | 28  | 26      | 27     | 77     |

### IIHF
| Posizione | Paese       | Oro | Argento | Bronzo | Totale |
| --------- | ----------- | --- | ------- | ------ | ------ |
| 1         | Stati Uniti | 7   | 4       | 4      | 15     |
| 2         | Svezia      | 5   | 3       | 3      | 11     |
| 3         | Finlandia   | 4   | 6       | 4      | 14     |
| 4         | Canada      | 3   | 3       | 2      | 8      |
| 5         | Rep. Ceca   | 1   | 2       | 2      | 5      |
| 6         | Germania    | 0   | 1       | 4      | 5      |
| 7         | Slovacchia  | 0   | 1       | 0      | 1      |
| 8         | Svizzera    | 0   | 0       | 1      | 6      |
| Totale    | Totale      | 19  | 19      | 19     | 57     |